# Ursula Buffay

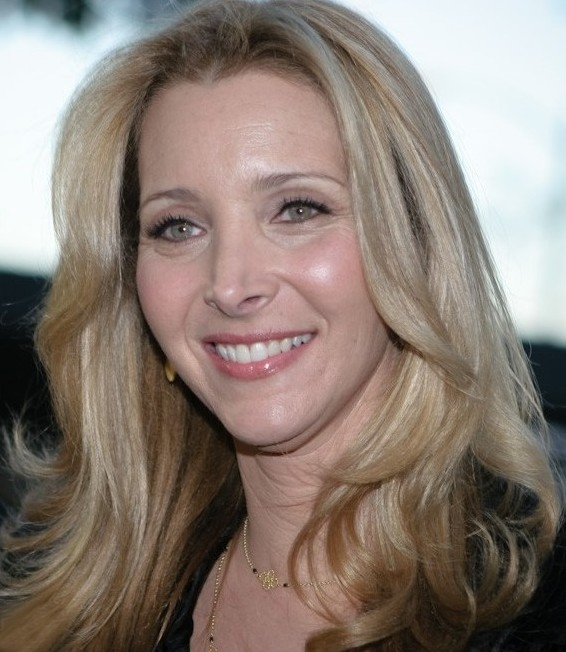
Actriţa care interpretează roulul lui Ursula Buffay, Lisa Kudrow.

Ursula Pamela Buffay este un personaj fictiv din sitcom-urile americane Mad About You și Friends. Este interpretat de Lisa Kudrow.
Ursula a apărut inițial în Mad About You, unde lucra în barul preferat al personajelor principale, Paul și Jamie. Când Lisa a primit rolul lui Phoebe Buffay, unul din personajele principale din Friends, care avea loc tot în New York, producătorii au decis să facă un crossover între cele două seriale. Atunci Ursula a devenit sora geamănă a lui Phoebe. Cele două surori au o relație foarte distantă, din motive care însă nu se cunosc. 